# Schloss Staufen

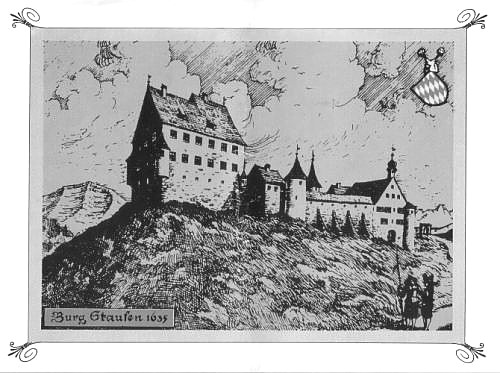
Schloss Staufen 1635

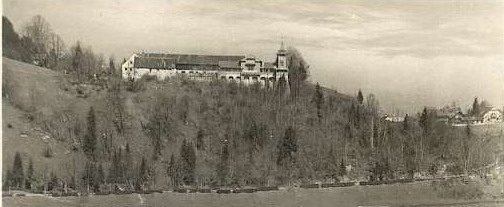
Schlossberg Staufen in den 1930er Jahren

Das Schloss Staufen ist ein abgegangenes Schloss im heutigen Oberstaufen im Landkreis Oberallgäu in Bayern. Nachdem die Burg Staufen 1525 zerstört worden war, wurde 1530 an selber Stelle das Schloss Staufen erbaut. Burg und Schloss befanden sich über 250 Jahre im Besitz des Adelsgeschlecht Montfort, bis die Anlage 1567 an die Grafschaft Königsegg-Rothenfels verkauft wurde.

## Geschichte
Im Jahr 1243 kaufte Kaiser Friedrich II. die Grafschaft Eglofs im Allgäu. Der Erbauer der Burg ist nicht bekannt. Vermutlich waren es die Ritter von Schellenberg, welche die Herrschaft Staufen begründeten. Allerdings verkaufte der Ritter Marquard von Schellenberg im Jahr 1311 die Burg an den Grafen Hugo V. von Montfort-Bregenz, zugleich war dies die erste urkundliche Erwähnung der Burg, und man kann Verkaufsurkunde entnehmen, dass „Grundbesitz und Leute, die seit altersher zu dieser Burg gehören“ den Besitzer wechselten. Daraus könnte folgen, dass die Burg schon seit langer Zeit bestanden habe und bereits Teil der Grafschaft Eglofs oder noch älter war. Dass Friedrich II. die Burg erbaut hat, kann nicht belegt werden und gilt als unwahrscheinlich, da er zum Zeitpunkt seines Todes den vollen Kaufpreis noch nicht beglichen hatte.
Es ist davon auszugehen, dass die Burg bereits als urkundlich nicht belegtes Adelsgut existierte und sie zu staufischer Zeit von den Schellenberger Rittern von einer Holz- zu einer festen Steinburg umgebaut wurde.
Die Burg Staufen fällt 1338 als Erbe an den Grafen Rudolf V. von Montfort-Feldkirch. Herzog Leopold III. von Habsburg, Graf von Tirol kaufte im Jahr 1380 die Burg, woraufhin diese seitdem der habsburgerisch-österreichischen Herrschaft unterlag. 1399 werden erneut die Grafen von Montfort-Tettnang von Herzog Leopold dem IV. von Habsburg mit der Burgherrschaft Staufen belehnt. Im Jahr 1406 wird die Burg von den Appenzellern Bauern besetzt. 60 Jahre später fand der Leibeigenschaftsprozess der Staufer statt. Im Deutschen Bauernkrieg 1525 wird die Burg Wolfgangs von Montfort-Rothenfels niedergebrannt.
Im Jahr 1530 wird der Wiederaufbau eines Schlosses an selber Stelle beschlossen. Mit dem Grafen Ulrich VIII. von Montfort-Rothenfels endete 1567 diese Herrschaftslinie, welche insgesamt 256 Jahre betrug. Die Herrschaft Staufen wurde an den Freiherr Johann Jakob von Königsegg zu Aulendorf, dem Schwager von Ulrich VIII. verkauft. Während des Zweiten Oberösterreichischen Bauernaufstands 1596 flüchtete Freiherr Georg von Königsegg-Rothenfels ins Schloss Staufen, wo er auch 1622 durch die „silberne Kugel“ eines Bauern ermordet wird. Der Reichsgraf Hugo von Königsegg-Rothenfels verschanzte sich 1629 vor der Pest, er legte ein Gelübde ab, dass er im Gegenzug die Pestkapelle in Weißach bauen werde.
Im Jahr 1635 wurde der jährliche Bürgerfahnenbrauch am Fasnatziestag (Staufner Fasnatziestag) nach Überwindung der Pest eingerichtet. Die Schweden plünderten im Jahr 1647 das Schloss. Daraufhin wurde 1649 ein neuer Altar für die Schlosskapelle gestiftet. Dieser steht heute in der Kapelle Alpe Simatsgund. Von 1799 bis 1800 diente das Schloss im 2. Koalitionskrieg gegen die Franzosen als Lazarett für Soldaten. 1801 wurde die Dachbedeckung der Burg Rothenfels (Immenstadt) zur Neueindeckung des Schlosses Staufen verwendet.
1804 vereinbarte der Reichsgraf mit Kaiser Franz I. von Österreich einen Tauschhandel des Schlosses mit kaiserlich und königlichen Krongütern zu Ungarn. Das Schloss Staufen wurde damit „auf ewige Zeiten“ österreichisch. Jedoch besetzte das bayerische Militär 1805 das Schloss; 1806 wurde es königlich-bayerisch. Im Jahr 1807 wird das Schloss abgebrochen.

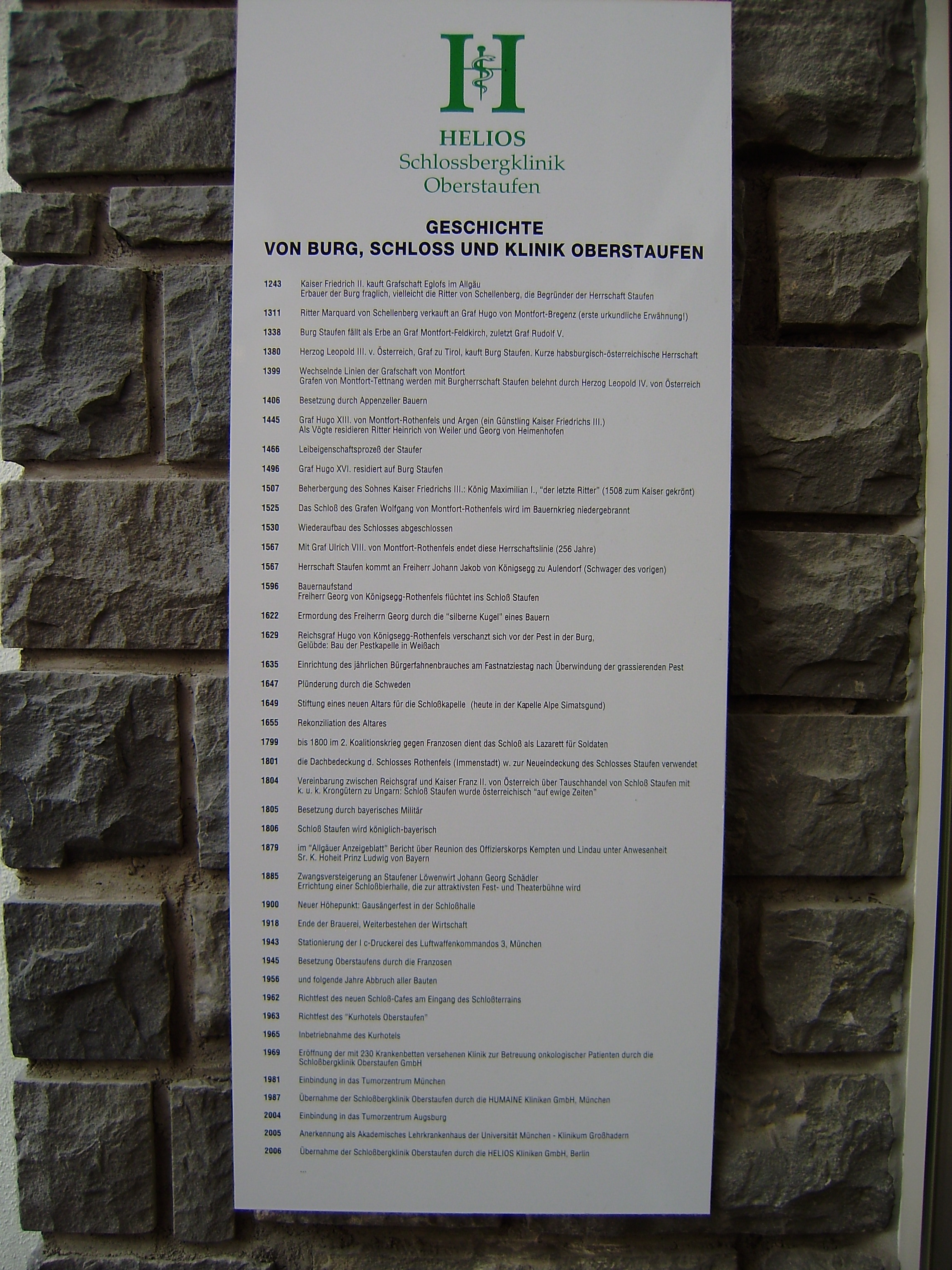
Geschichtstafel der ehemaligen Heliosklinik Oberstaufen

Im Jahr 1885 wurde eine Schlossbierhalle errichtet, die zur attraktivsten Fest- und Theaterbühne von Staufen wird. 1918 wurde die Brauerei aufgegeben. Im Zweiten Weltkrieg war das Luftwaffenkommando 3 München, bis zur Besetzung Oberstaufens durch die Franzosen 1945, auf dem Gebiet stationiert. Im Jahr 1956 wurden alle Bauten abgerissen. 1965 wurde ein Kurhotel in Betrieb genommen, welches 1969 zu einer Klinik zur Betreuung onkologischer Patienten in die Schlossbergklinik Oberstaufen umgewandelt wurde. Von 2006 bis 2016 war die Klinik mit den dazugehörigen Tumorzentren München und Augsburg durch die Helios Kliniken übernommen. Die Klinik wurde 2020 abgerissen. Für Ende 2021 war der Neubau eines 4- oder 5-Sterne-Hotels an gleicher Stelle geplant. Nach Verzögerungen durch die Corona-Pandemie fand sich erst im Oktober 2022 mit der Hotelkette Marriott International und der Odyssey Hotel Group ein Betreiber für das Hotel. Die Hotelarchitektur soll an das frühere Schloss erinnern. So spiegelt sich die ursprüngliche Gebäudeordnung mit Herrschaftsgebäude, Langbau und Vogtei in dem Neubau wider. Vom südlich gelegenen Innenhof hat man einen Blick auf die Allgäuer Nagelfluhketten.